# Процес Каттермоля
Проце́с Каттермо́ля — це спосіб збагачення сфалериту, мідного та сірчаного колчеданів, запропонований у 1902 році (Велика Британія). Вихідний матеріал кондиціювали з емульсією аполярного реагенту у послідовно встановлених мішалках вертикального типу (рис.1). Потім вводили в суспензію кислоту або луг і гранулювали руду за два етапи (з перечисткою) в аналогічних мішалках. Продукти перемішування розділяли по щільності (густині) у вихідному потоці води в струминних сепараторах. Гранульований продукт обесмаслювали лугами і масло використовували вдруге. Витрати реагентів складали: аполярних масел — 4-6 мас.%, кислот та лугів до 2 мас.%. Процес гранулювання здійснювали при температурі оточуючого середовища і частоти обертання валу мішалки-агітатора 600 хв-1. Технологія пройшла промислове випробовування на спеціально спроектованій і побудованій збагачувальній фабриці компанії Minerals Separation Ltd, London.